# Максим (Пелов, Максим Петков)
Епископ Максим (в миру Максим Петков Пелов; 8 марта 1882, село Орешак (ныне община Троян, Ловечская область) — 13 февраля 1948, Троянский монастырь) — епископ Болгарской православной церкви, титулярный епископ Браницкий.

## Биография
Родился 8 марта 1882 года в селе Орешак (по другим данным в селе Дебнево). С 1889 по 1893 год обучался в начальной школе в селе Дебнево, а с 1894 по 1899 год учился в прогимназии в городе Ловеч.
По рекомендации своего родного дяди митрополита Ловчанского Максима (Пелова) был принят послушником в Троянский монастырь, где 21 января 1902 года был пострижен в монашество от игуменом монастыря, а 25 марта того же года был рукоположён в сан иеродиакона.
В сентябре 1902 года иеродиакон Максим был принят в Цареградскую духовную семинарию, курс которой окончил в 1908 году.
Осенью того же года поступил в Киевскую духовную академию, которую окончил в 1912 году со степенью кандидата богословия.
В том же году вернулся в Болгарию и до 1915 года преподавал в Софийской духовной семинарии.
25 декабря 1914 года в семинарском храме святого Иоанна Рыльского был рукоположён в сан иеромонаха.
1 января 1915 года решением Священного Синода был возведен в сан архимандрита и назначен протосинкелом на Врачанской митрополии. Трудился на этой должности до 1919 года.
С сентября 1919 до 1921 года архимандрит Максим был ректором на монашеского училища в Троянском монастыре.
В 1921 году был назначен протосинкелом Ловчанской митрополии.
20 апреля 1924 года в пловдивском митрополичьем храме святой Марины был хиротонисан во епископа Браницкого, викария Пловдивской епархии. Хиротонию совершили: митрополит Пловдивский Максим (Пелов), митрополит Старозагорский Павел (Константинов) и епископ Драговитийски Харитон (Вылчев-Аджамовский).
В мае того же года година епископ Максим назначен временным управляющим Ловчанской епархией; управлял епархией до 1934 года, когда ушёл на покой и поселился в Троянском монастыре.
С мая по август 1941 года был викарием управляющего Охридско-Битольской епархией митрополита Ловчанского Филарета (Панайотова).
Скончался 13 февраля 1948 года в Троянском монастыре, где и был погребён.